# Jeroni Escarabatxeres i Ratxotxo
Jeroni Escarabatxeres i Ratxotxo (? - 1710) va ser un escultor català d'estil barroc.
Fill de Jaume Escarabatxeres, la seva família es dedicava a la fusteria. Va ser autor dels retaules de Sant Francesc de Sales d'Esparreguera (1693), de Sant Miquel de Miralcamp (1693-1697), de Sant Joan a l'Hospital de Pobres de Martorell (1698), i el d'Abrera. La seva obra principal és la façana i la decoració interior de l'església de Sant Sever de Barcelona (1698-1705), on va realitzar el frontispici, les tribunes i els esgrafiats de la volta, així com la imatge del sant situada en una fornícula de la façana.